# Auburn (Nova Escócia)
Auburn é uma comunidade canadense, situada no Condado de Kings, na Nova Escócia.

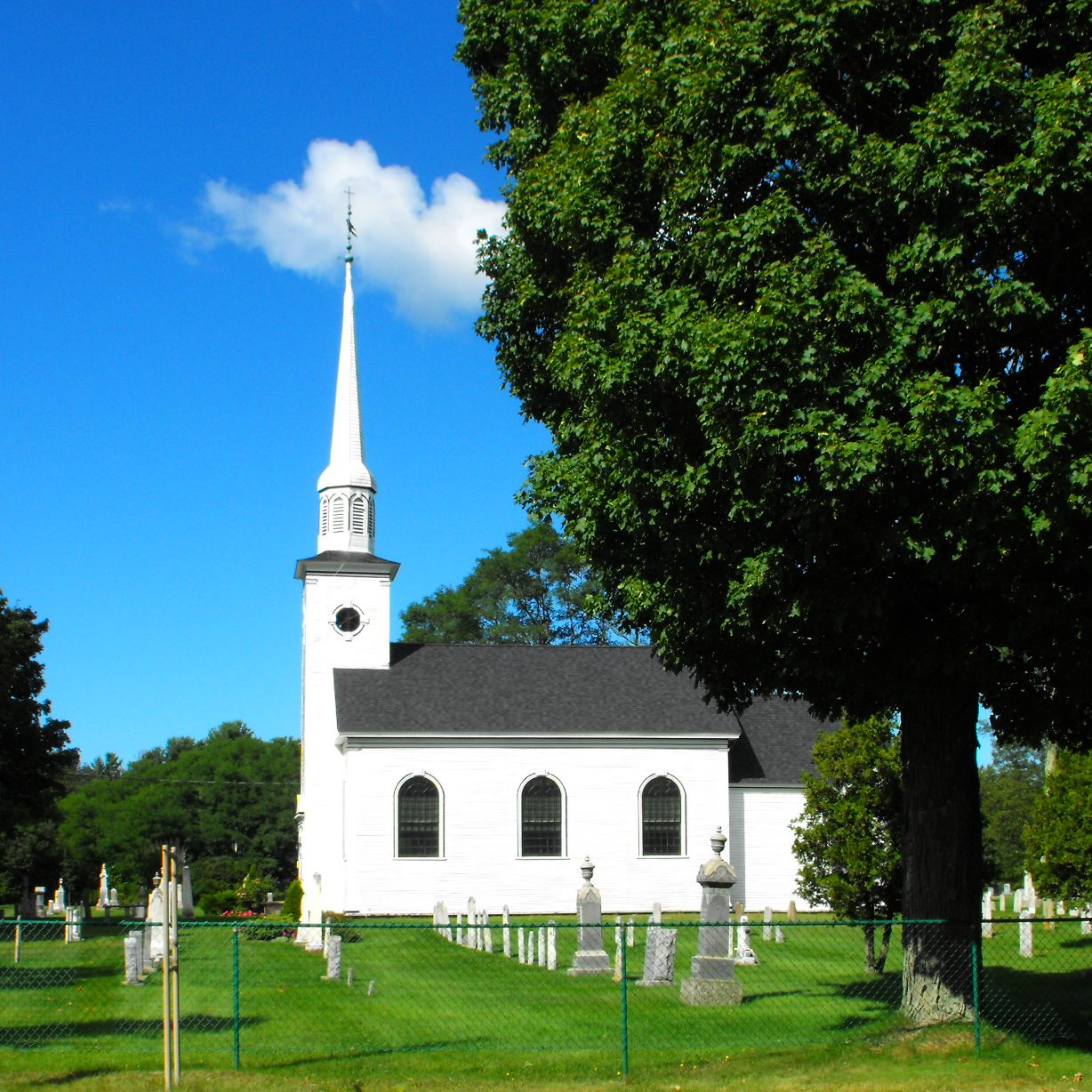
Igreja de Santa Maria, um marco local.

A segunda igreja anglicana mais antiga da Nova Escócia está ali situada, erguida em 1790 pelo bispo Inglis, inspirada em um templo inglês, de estilo palladianismo.